# Heinz Uebertwerch
Heinz Uebertwerch (auch Heinz Übertwerch) war ein fahrender Sänger und Spruchdichter des 15. Jahrhunderts, der im Raum Nürnberg wirkte. Sein überliefertes Muffel-Lied ist eine wichtige Quelle für die Affäre Niklas Muffel.

## Leben
Bekannt ist Heinz Uebertwerch heute durch ein Lied, das sogenannte Muffel-Lied, das er über den Prozess und die Hinrichtung Niklas Muffels verfasste. Am 28. Februar 1469 hatte der Nürnberger Rat den Vordersten Losunger Niklas Muffel hinrichten lassen. In seinem Lied ergreift er vehement Partei für Muffel. Nach Gerhard Fouquet war Uebertwerch wohlinformiert und wusste auch um die „Intima des [Nürnberger] Rates“. Sein Lied klagte Muffels Ratgenossen an: „Niklas Muffel sei durch ein Komplott seiner Ratsgenossen, der Tucher, Tetzel, Imhoff, Groß, Löffelholz und Koler, gestürzt worden, der Tod Muffels am Galgen sei ein politischer Mord gewesen.“

## Muffel-Lied
Der Text des Muffel-Liedes lautet nach der Ausgabe von Rochus Freiherr von Liliencron (1865):
[1] Nu hort ein sach die ist noch neu

und gar in kurz geschehen,

dabei man kennet falsche treu;

die warheit wil ich jehen

von dem im rat zu Nuremberg sint,

wie es sich hat verlosen;

mit posheit sein sie gar gewschwind,

das clagen ser des Muffels kind,

die hat die falschheit trofen.
[2] Zu Nuremberg treibt man großen gewalt,

das ist ein clag besunder;

den Muffel man für den hochsten zalt,

das hat mich imer wunder,

wie daß ein rat so trutzlich was

und in getorsten fahen!

ein teil des rats im warn ie gehaß,

bei den er in der losung saß,

das wurd im ungluck machen.
[3] Der Tucher was sein gut gesell:

auß einem falschen herzen

er schuf im all sein ungesell,

got hat vor seinen scherzen,

er ist doch falsch biß in sein haut!

als auch die andern taten,

das wil ich singen uberlaut;

es ward dem Tucher nie getraut,

daß er in solt verraten!
[4] Jost Tetzel ist ein biderman,

sein tat die tut in rewen,

der in des zeucht, der leugt in an,

er meinet in mit trewen!

Er hot die schulde ans Muffels tod,

daß man in so ersterbet,

er schaft dem Muffel vast sein not;

Jobst Tetzel, das ist dir ein spot,

daß du in host geerbet.
[5] Der rat der was von langer zeit

wol uber in ergangen,

es schuf im nicht dann haß und neid,

daß si in legten gefangen;

do man die dieb und beswicht legt,

do must er innen wonen;

falschheit du hast dich geregt,

daß du sie darzu hast bewegt,

sie wolten sein nit schonen.
[6] Der Hanns Im Hof und Niklas Groß

die sein auch von geflechten,

sie gaben in den rechten stoß

mit iren falschen prechten

und swuren vor dem richter weis,

dieblich het er entzogen

tausent gulden bei irem eid;

es wirdet in noch selbs wol leid,

daß si in haben angelogen!
[7] Dieselben zwen, als ich euch sag,

der schuld warn sie die rechten,

sie gingen zu im alle tag

und warn des henkers knechte

und teten im groß marter an,

mit vil umbstenden fragen.

Er sagt, daß er nie schuld gewann;

der Muffel was ein frumer man,

er kund in nicht gesagen.
[8] Sie fragten in gar unverholn

und teten in vast neiden:

„sag an, as du uns hast gestoln“

. . . . . . . . . . .

Der Hanns Im Hof treib selbs das rad,

als man die armen notet;

zu großer marter er sie pat,

sein wort die wern in alle schad;

sie heten in schier getotet!
[9] Die marter weret alle tag

allein mit diesem armen;

es ist doch wol ein große clag,

sie heten kein erparmen

an ihm sie haben ubel gefarn,

als ir die zwen hort nennen;

kein leiden teten sie im sparn,

und wolt er sich mit beicht bewarn,

so must er in bekennen.
[10] Sie twungen in mit großer swer,

sein leiden was unmaßen,

mit untrew warn sie im gefär,

sie woltenn nit erlaßen,

unz daß er in das ja zusagt

und gab sich in zu schulden;

er sprach alles ja, was man in fragt,

mit großer marter er das clagt

und must es doch verdulden!
[11] Der Muffel was in großer vorcht

und leid es alls geduldig;

wie wol er het kein tod verworcht,

idoch gab er sich schuldig;

denn er die marter vorcht so ser,

der mocht er nit entrinnen,

sein not die was unmenschlich swer,

ein rat der hat des gar kein er,

sie seint nit wol bei sinnen!
[12] Das Nuremberg hat sein lob verlorn,

unheil in zu wirt wachsen.

Die edel furstin hochgeborn

ein herzogin von Sachsen

die kom zu in mit großer eil

und was die nacht geriten,

sie reit gar ser die langen meil,

es was ir doch kein kurzweil,

und tet fürn Muffel bitten.
[13] Sie ging mit ernst selbst fur ein rat,

das tet sie in zu eren,

furn Muffel sie gar treulich bat,

daß man sie wölt geweren

und daßs den Muffel geben ir

wol auß des reiches panden.

Ir bete die ging auß herzen gir;

sie gaben des ein antwort schir

und stunden ganz mit schanden.
[14] Der edeln furstin sprachens nein,

die selben ratzepauren,

die marggräfin zoch wider heim,

des moch noch wol betrauren,

der in on recht geerbet hat

und an sein stat geseßen:

Jobst Tetzel sizt an seine stat,

er hat in tött mit falschen rat,

es ist noch unvergeßen!
[15] Ei Nuremberg was hastu bedacht?

dein schand kan ich nit stillen,

du hast der furstin bitt vermacht,

die ste erzeigt mit willen

durch iren hausvogt, der das redt

der hat es wol besunnen,

mit großem fleiß ers alles tet,

gar sanft er sich bewusen het;

in ist ir witz entrunnen!
[16] Der Löffelholz ist auch im spil

als ich euch wil bedeuten,

er hat geton der tuklein vil

auch wol an andern leuten.

Er solt dem Muffel ton das wort,

do was im sprach gelegen,

er het in lieber selbst ermort,

denn was dem Muffel zugehort,

das ließ er underwegen.
[17] Er sagt, als er mit reden kunt

und redt mit falschen tücken;

der Muffel sprach auß guten grund,

sein sach wolt er nit trücken

und sprach alda vor ganzer meng,

daß man im unrecht tete:

„die marter war mir gar zu streng,

die triben sie mit mir die leng,

kein gnad ich von in hete.“
[18] „Damit bezwungen sie mich vast,

ich kont kein gnad erwerben,

sie ließen mir gar cleine rast;

daß ich des zig unschuldig bin,“ –

also redt er mit trewn, –

„mein sel die het es kein gewinn,

das swer ich uf mein end dohin,

und sol mich nit gerewen!“
[19] Sein unschuld laut wol vor gericht,

als ich euch wil bescheiden;

er het ein swache zuversicht,

sie tötten in mit eiden

und swuren im sein leben ab,

des must er bald verderben.

Der Tetzel ist ein böser knab,

von erst er auch die urtel gab,

des must der Muffel sterben.
[20] Der Koler mit dem graen kopf

dem ist sein witz genomen,

er ließ sich toren, derselbig tropf,

er want in los zu komen

und meinter wers der negst beim pret

all nach des Muffels morde

und gab auch vil der falschen rät

darauf er sich gespitzet het,

das ist dem Tetzel worden.
[21] Der Muffel der schadt im nit mer;

das bleibt nit unvergolten!

als ich des unterrichtet ste,

so ist er ungescholten,

sein werdes lob ist weit bekant,

des wir im wol gesprochen;

sein tod tut manchen menschen and,

es wer wol seinen sünen ein schand,

wie es blib ungerochen!
[22] Der uns das lidlein hat gedicht,

so hort ir seinen namen,

den ich euch hie gar wol bericht,

er wil sich des nit schamen:

Heinz Ubertwerch, der in erkent,

wo er im land tut reiten,

also er sich mit namen nent.

Nuremberg, du wirst vast geschent

noch gar in kurzen zeiten!

## Rezeption
Fouquet kann anhand der Quellen zeigen, dass Lieder wie das Muffel-Lied am Hof des Markgrafen Albrecht von Brandenburg in Ansbach vorgetragen wurden. Fouquet schreibt: „Am 27. Juli 1472 äußerte sich in ganz anderem Zusammenhang Markgraf Albrecht Achilles gegenüber seinem Kanzler Johannes Volker zur Hinrichtung Niklas Muffel: ‚da tichtet man lieder, die wurden zu Onoltzpach gesungen.‘“

## Bewertung
In seinem Artikel in der Allgemeinen Deutschen Biografie urteilte der Altgermanist Gustav Roethe 1895 zu dem Lied, in dem Uebertwerch klar Position für Muffel bezieht, dass zwar einige Chronisten Zweifel an Verfahren und Hinrichtung äußerten, aber:
„Keiner aber spricht entfernt so geradezu wie der gut unterrichtete U., der Alles und Alle beim rechten Namen nennt, auf die Schuldigen im Rathe mit Fingern zeigt, ihnen die erbärmlichsten Motive unterschiebt und Muffel's Söhne zur Blutrache mahnt. Aus U. spricht der Haß: aber er macht ihn beredt wie sonst die Liebe; das Liedchen fällt ins Ohr und hat gewiß grade durch seine rückhaltlose Thatächlichkeit, die keine Scrupel aufkommen läßt, höchst ausreizend gewirkt.“

## Werke
- Die historischen Volkslieder der Deutschen vom 13. bis 16. Jahrhundert. Gesammelt von Rochus Freiherr von Liliencron. Bd. 1. Leipzig 1865, S. 561–566 [Nr. 123 b]. Digitale Ausgabe
- Die kleineren Liederdichter des 14. und 15. Jahrhunderts. Bearbeitet von Thomas Cramer. Band 3. München 1982, S. 341–347 u. S. 573.